# 5 000 mètres masculin aux championnats du monde d'athlétisme 1999
Navigation
Athènes 1997 Edmonton 2001
L'épreuve du 5 000 mètres masculin des championnats du monde d'athlétisme 1999 s'est déroulée les 25 et 28 août 1999 au Stade olympique de Séville, en Espagne. Elle est remportée par le Marocain Salah Hissou.

## Résultats

### Finale
| Rang               | Athlète          | Pays       | Temps          | Notes |
| ------------------ | ---------------- | ---------- | -------------- | ----- |
| Médaille d'or      | Salah Hissou     | Maroc      | 12 min 58 s 13 | CR    |
| Médaille d'argent  | Benjamin Limo    | Kenya      | 12 min 58 s 72 |       |
| Médaille de bronze | Mohammed Mourhit | Belgique   | 12 min 58 s 80 |       |
| 4                  | Brahim Lahlafi   | Maroc      | 12 min 59 s 09 | PB    |
| 5                  | Daniel Komen     | Kenya      | 13 min 04 s 71 |       |
| 6                  | Fita Bayissa     | Éthiopie   | 13 min 13 s 86 | SB    |
| 7                  | Hailu Mekonnen   | Éthiopie   | 13 min 18 s 97 |       |
| 8                  | Million Wolde    | Éthiopie   | 13 min 20 s 81 |       |
| 9                  | Bob Kennedy      | États-Unis | 13 min 23 s 52 |       |
| 10                 | Pablo Olmedo     | Mexique    | 13 min 27 s 74 |       |
| 11                 | Manuel Pancorbo  | Espagne    | 13 min 32 s 12 |       |
| 12                 | Adam Goucher     | États-Unis | 13 min 39 s 24 |       |
| 13                 | Isaac Viciosa    | Espagne    | 13 min 49 s 59 |       |
| 14                 | Mark Carroll     | Irlande    | 13 min 52 s 23 |       |
| —                  | Brahim Jabbour   | Maroc      | DNF            |       |

## Légende
Records et Performances
- AR : Record continental (area record)
- CR : Record des championnats (championship record)
- MR : Record du meeting (meet record)
- NR : Record national (national record)
- OR : Record olympique (olympic record)
- PR : Record paralympique (paralympic record)
- PB : Record personnel (personal best)
- SB : Meilleure performance personnelle de la saison (season's best)
- WL : Meilleure performance mondiale de l'année (world leader)
- WJR : Record du monde junior (world junior record)
- WR : Record du monde (world record)

Circonstances et Conditions
- DNF : N'a pas terminé (did not finish)
- DNS : N'a pas pris le départ (did not start)
- DQ : Disqualification (disqualification)
- NM : Aucun essai valable enregistré (No Mark)
- Q : Qualifié « directement » au prochain tour (ou à la prochaine compétition), lors d'une compétition majeure, grâce au classement ou à la réalisation des minima (automatic qualifier)
- q : Qualifié au prochain tour (ou à la prochaine compétition), lors d'une compétition majeure, grâce au repêchage ou à la réalisation de l'une des meilleures performances parmi celles des « non qualifiés directement » (grâce au meilleur temps ou à la meilleure distance par exemple) (secondary qualifier)